# Rio Chiţiu
O Rio Chiţiu é um rio da Romênia, afluente do Jiu, localizado no distrito de Gorj.